# Katastrophe von Aberfan

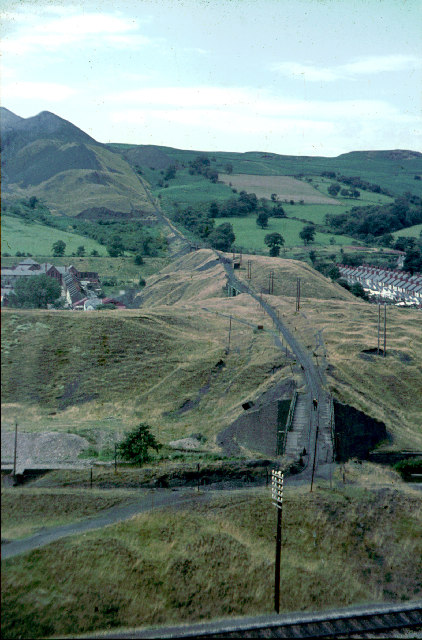
Haldenzug in Aberfan 1964: Die abgerutschte Halde und die zerstörten Häuser liegen links außerhalb des Bildausschnittes.

Die Katastrophe von Aberfan war ein Haldenrutsch, der am 21. Oktober 1966 im Bergarbeiterdorf Aberfan nahe Merthyr Tydfil in Südwales 144 Menschenleben forderte, 116 davon Kinder.

## Situation
Die zum Unglückszeitpunkt vom staatlichen National Coal Board (NCB) betriebene Zeche Merthyr Vale Colliery nutzte seit rund fünfzig Jahren die Flächen oberhalb des Ortes für die Aufschüttung von Halden. An den Hängen oberhalb von Aberfan gab es sieben Abraumhalden. Die Arbeit an der Halde 7 – die auf das Dorf rutschte – wurde 1958 begonnen. Sie war zum Zeitpunkt der Katastrophe 34 Meter hoch. Das Vorhandensein von Quellen an den Kippstellen war (unter anderem ausweislich von Eintragungen auf Ordnance-Survey-Karten von 1958) bekannt, blieb aber unbeachtet.

## Verlauf

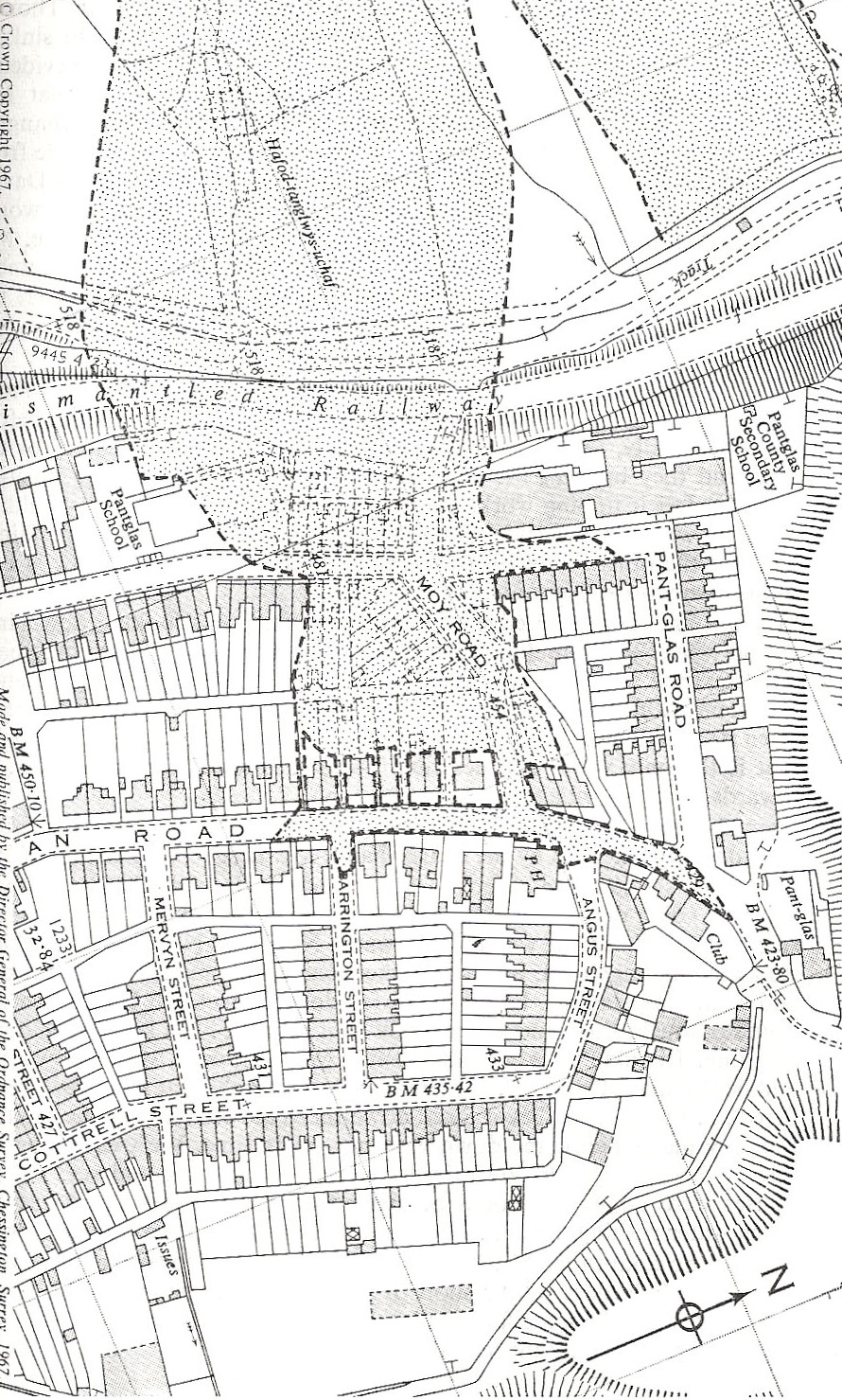
Ausdehnung der Rutschung (gepunktete Fläche) laut Untersuchungsbericht

Nach drei Wochen starken Regens war die Spitze der Halde 7 gesättigt. Am 21. Oktober 1966 rutschten um 9.15 Uhr Teile der Bergehalde den Merthyr-Berg hinab. Es handelte sich um etwa 110.000 Kubikmeter Abraum. Die Rutschung wurde durch eine Wasseransammlung verursacht; als eine Massenbewegung auftrat, verflüssigte sich das durchnässte, feine Material einer Abkippstelle und floss den Berg hinab. Der Leiter des NCB, Lord Robens, nannte als Unglücksursache zunächst „natürliche, unbekannte Quellen“.
Das am stärksten getroffene Gebäude war die Pantglas Junior School, wo der Unterricht gerade begonnen hatte; 5 Lehrer und 109 Kinder wurden in der Schule getötet. Insgesamt zerstörten die Massen zwanzig Häuser, eine Farm, fast die gesamte Pantglas-Grundschule und Teile der benachbarten Mittelschule.
Insgesamt wurden 144 Menschen getötet, davon 116 Kinder.

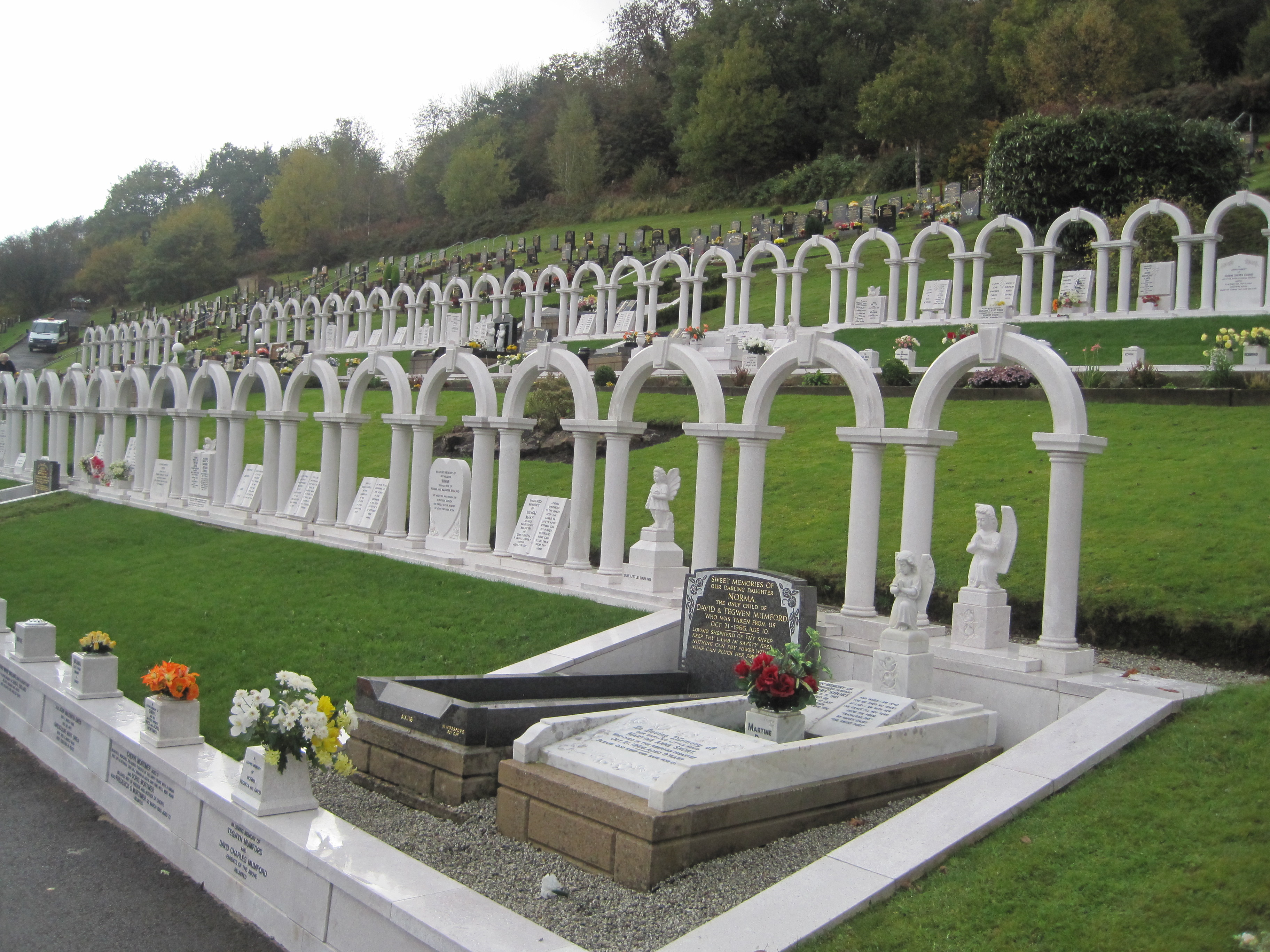
Die weißen Bögen auf dem Bryntaf Cemetery markieren die Gräber der getöteten Kinder

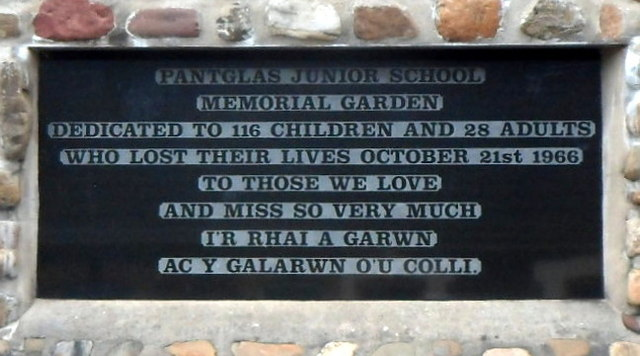
Gedenktafel nahe der zerstörten Pantglas Junior School

## Untersuchung
Eine offizielle Untersuchung wurde von Lord Justice Edmund Davies geleitet. Der Bericht gab dem NCB die Schuld. Der Vorsitzende der Organisation, Lord Robens, wurde kritisiert, weil er irreführende Erklärungen abgegeben habe und keine Klarheit über die Kenntnis des NCB über das Vorhandensein von Wasserquellen auf dem Berg gegeben habe. Der Aberfan Disaster Memorial Fund (ADMF) wurde am Tag der Katastrophe eingerichtet. Es gingen fast 88.000 Spenden im Gesamtwert von 1,75 Millionen Pfund ein.

## Prozess
Das National Coal Board wurde wegen „Ignoranz, Inkompetenz und fehlender Kommunikation“ schuldig gesprochen. Die Instabilität der Halde war sowohl der Bergwerksleitung als auch den Arbeitern bekannt, jedoch wurde so gut wie nichts dagegen getan. Das Merthyr Tydfil Borough Council (Gemeinderat) und die National Union of Mineworkers (Bergarbeitergewerkschaft) wurden freigesprochen.
Das NCB wurde zu einer Ausgleichszahlung in Höhe von 500 Pfund, was heute ungefähr 12.600 Euro entspricht, pro Kind verurteilt. Erhaltene Spenden wurden darauf angerechnet.
Das NCB lehnte eine volle Verantwortung für die Haldensicherung ab, so dass ein Teil der Spende genutzt wurde, um die restliche Halde zu sichern. Auf Initiative des walisischen Politikers Ron Davies musste das NCB die Summe 1997 zurückzahlen.
Die verbleibenden Halden wurden erst nach einem langen Kampf der Bewohner von Aberfan entfernt, gegen den Widerstand der NCB und der Regierung, welche Kostengründe anführten. Die Aufräumarbeiten wurden durch einen Zuschuss der Regierung und einen Zwangsbeitrag von 150.000 £ aus dem Gedenkfonds bezahlt. Im Jahr 1997 zahlte die britische Regierung die £ 150.000 an die ADMF, und im Jahr 2007 spendete die Nationalversammlung für Wales £ 1,5 Millionen an den Fonds und £ 500.000 an die Aberfan Education Charity als Entschädigung für das zu Unrecht eingenommene Geld.
Viele Bewohner des Dorfes erlitten gesundheitliche Probleme, die Hälfte der Überlebenden erkrankte an einer posttraumatischen Belastungsstörung.
Die Merthyr Vale Colliery wurde 1989 geschlossen.

## Das Unglück in der Populärkultur
Thom Parrott schrieb ein Lied über das Unglück.
Sir Karl Jenkins komponierte zum fünfzigsten Jahrestag die Cantata Memoria zum Gedenken an die Opfer.
Die Katastrophe war 2019 das Hauptmotiv der dritten Folge der dritten Staffel der britischen Fernsehserie The Crown.

## Liste der Opfer

### Kinder
- Carol Anderson (9)
- Linda Anderson (10)
- Kelvin David Andrew (10)
- Malcolm Andrew (8)
- Dennis Arscott (8)
- Merrill Barnard (11)
- Royston Barrett (10)
- Edwina Bartlett (9)
- Kay Bowns (10)
- Robert Breeze (10)
- Jeannette Lynne Brown (10)
- Carol Ann Carpenter (9)
- Desmond Carpenter (10)
- Robert Coffey (14)
- Michael Collins (10)
- Peter Collins (10)
- Raymond John Collins (14)
- Susan Mary Crotty (10)
- Brian Davies (8)
- David Gareth Davies (10)
- David Morgan Davies (9)
- David Trevor Davies (10)
- Edwin Davies (8)
- Paul Davies (8)
- Royston Carl Davies (9)
- Terence Malcolm Davies (10)
- Sandra Pauline Donovan (10)
- Ian Dougall (9)
- Yvonne Drage (11)
- Anthony Wayne England (8)
- Gareth Evans (3 Monate)
- Howell Lloyd Evans (7)
- Jean Winifred Evans (10)
- Katherine Elizabeth Evans (3)
- Maureen Mary Evans (8)
- Michael Fitzpatrick (7)
- Sheila Fitzpatrick (13)
- Daphne May Fudge (8)
- Christine George (10)
- Richard Philip Goldsworthy (10)
- Brian Michael Gough (9)
- Gillian Gough (8)
- Trevor Timothy Gray (9)
- Dwynwen Griffiths (9)
- Jennifer Haines (8)
- Lynn Harding (9)
- Roger Dyfrig Hayes (9)
- Pamela Heaman (10)
- Anthony David Hill (8)
- Linda Hodgkinson (8)
- Royston Hodgkinson (9)
- Angela Vaughan Hopkins (7)
- Stephen Vaughan Hopkins (10)
- Maralyn Carol Howells (9)
- Annette Hughes (9)
- Mecia James (9)
- Eryl Mai Jones (10)
- Gillian Irene Jones (11)
- Janet Jones (9)
- John Islwyn Jones (10)
- Kevin Thomas Jones (9)
- Michael Jones (13)
- Robert Garfield Jones (9)
- Robert Orville Jones (8)
- Susan Jones (9)
- Paul Jones (9)
- John Anthony King (9)
- Jean Launchbury (10)
- Ann Catherine Lee (8)
- Sharon Lewis (9)
- Sandra Leyshon (9)
- Susan Lewis Meredith (8)
- Carl Minett (7)
- Maralyn Minett (10)
- Barbara Eileen Minney (9)
- Robert George Minney (10)
- Cheryl Mortimer (8)
- Edward Clive Mumford (11)
- Norma Mumford (10)
- Phillip Mumford (9)
- Jeffrey Needs (9)
- Arthur O’Brien (8)
- Karen O’Brien (8)
- Valmai Mary Owen (8)
- Jill Elizabeth Parfitt (9)
- Vincent Clark Parfitt (12)
- Jacqueline Powell (8)
- Patricia Probert (12)
- Thomas Probert (7)
- Christine Prosser (9)
- Howard David Prosser (9)
- Julie Pryce (8)
- Corwyn Thomas Reakes (10)
- Layton Kerrie Reakes (9)
- Andrew Reeks (14)
- Julie Jeannine Regan (9)
- Lorraine Rosa Isabel Richards (10)
- Sylvia Francis Richards (9)
- Megan Owen Robbins (10)
- Paul David Roberts (10)
- Martine Anne Short (9)
- Annette Smith (9)
- Anthony John Sullivan (10)
- Avis Elizabeth Sullivan (9)
- Roger Colin Summers (7)
- Victoria Marie Symonds (10)
- Randolph Tudor (10)
- Anthony Joseph Watkins (10)
- Anthony Wayne (8)
- Joseph Wilkshire (8)
- Angela Williams (8)
- Carol Williams (8)
- Graham Williams (8)
- June Margaret Williams (10)
- Keith Williams (9)
- Peter Williams (10)

### Erwachsene
- Margareta Bates (35)
- David Beynon (47)
- Evan George Carston (64)
- Margaret Jayne Carston (61)
- Gwyneth Collins (34)
- Michael Davies (21)
- John Morgan Evans (65)
- Marjorie Christine Evans (26)
- Patricia Evans (32)
- Frederick Hanson (78)
- Brian Harris (24)
- Ann Jennings (64)
- Catherine Jones (75)
- Evelyn Mary Jones (61)
- Glenys Gabriel Jones (46)
- Lewis Jones (46)
- Richard Jones (48)
- Albert Mytton (64)
- Lucy May Mytton (73)
- Marjorie Ann Rees (22)
- Graham Russell (26)
- Sidney Russell (53)
- Tydil Jane Taylor (73)
- Charles Thomas (60)
- Myrtle Irene Thomas (54)
- Nancy Williams (44)

### Unbekanntes Alter
- Susan Probert